# تيناشي نينغوماشا
تيناشي واشنطون نينغوماشا (بالإنجليزية: Tinashe Washington Nengomasha)‏ (مواليد 2 سبتمبر 1982 في هراري) لاعب كرة قدم زيمبابوي دولي يجيد اللعب في خط الوسط . يلعب حاليا لصالح نادي كايزر تشيفز الجنوب الأفريقي من سنة 2002 .

## روابط خارجية
- تيناشي نينغوماشا على موقع الاتحاد الدولي (مؤرشف)  (الإنجليزية)
- تيناشي نينغوماشا على موقع قاعدة بيانات كرة القدم.إي يو (الإنجليزية)
- تيناشي نينغوماشا على موقع ناشيونال فوتبول تيمز (الإنجليزية)
- تيناشي نينغوماشا على موقع Soccerway.com (الإنجليزية)